# Andrée de Jongh
Andrée Eugénie Adrienne de Jongh (ur. 1916 w Schaerbeek, zm. 13 października 2007 w Brukseli) – bojowniczka ruchu oporu w Belgii.

## Życiorys
Córka belgijskiego nauczyciela, pomagała w zorganizowaniu trasy przerzutowej „Comet Line” dla uciekinierów z obozów jenieckich. Stworzyła siatkę kontaktową od Brukseli poprzez Paryż, Bilbao aż do Gibraltaru. W sierpniu 1941 wraz z brytyjskim żołnierzem i dwoma Belgami dotarła do konsulatu brytyjskiego w Bilbao i od tego czasu organizowała regularne przerzuty jeńców. Gestapo przesłuchiwało ją po raz pierwszy w 1941 r. w związku z wyznaczeniem nagrody za głowę jej ojca (ujęto go i stracono rok później).
W maju 1942 przeniosła swoją główną siedzibę do Paryża, skąd kontynuowała pomoc dla uciekinierów. Wiosną 1943 została schwytana na granicy hiszpańskiej. Wysłano ją najpierw do więzienia Fresnes w Paryżu, a następnie do obozu koncentracyjnego w Niemczech. Gestapo nigdy nie odkryło jak ważną funkcję pełniła w „Comet Line”.
Po wojnie pracowała w szpitalach dla trędowatych w Afryce, m.in. Kongu Belgijskim, Kamerunie, Etiopii, Senegalu. Później osiadła w Brukseli.
Otrzymała wiele odznaczeń, w tym m.in. Medal Jerzego i Medal Wolności.